# 제5세대 컴퓨터
제5세대 컴퓨터(일본어: 第五世代コンピュータ, Fifth Generation Computer Systems, FGCS)는 대규모 병렬 컴퓨팅 및 논리형 프로그래밍을 기반으로 하는 컴퓨터를 개발하기 위해 일본의 통상산업성(MITI)이 1982년에 시작한 10년 계획이다. 이 프로젝트는 슈퍼컴퓨터 수준의 성능을 갖춘 '획기적인 컴퓨터'를 만들고 인공지능의 미래 발전을 위한 플랫폼을 구축하는 것을 목표로 했다. FGCS는 시대를 앞서갔지만 야심 찬 목표는 결국 상업적 실패로 이어졌다. 그러나 이론적 수준에서 이 프로젝트는 동시 논리 프로그래밍 개발에 크게 기여했다.
"제5세대"라는 용어는 시스템의 고급 특성을 강조하기 위해 선택되었다. 컴퓨팅 하드웨어의 역사에는 4개의 이전 컴퓨터 "세대"가 있었다. 제1세대는 진공관을 사용했다. 제2세대는 트랜지스터와 다이오드이다. 제3세대는 집적 회로이다. 제4세대는 마이크로프로세서이다. 이전 세대에서는 단일 CPU 내의 논리 요소 수를 늘리는 데 중점을 두었지만 당시에는 제5세대에서는 엄청난 수의 CPU를 사용하여 향상된 성능을 달성할 것이라고 널리 믿어졌다.